# Connor Swift
Connor Swift (Thorne, 30 oktober 1995) is een Britse wielrenner die sinds  2023 voor INEOS Grenadiers uitkomt. Zijn neef Ben Swift is ook prof wielrenner.

## Carrière
Swift reed van 2017 tot 9 mei 2019 voor de Britse wielerploeg Madison-Genesis. Voor deze ploeg won hij in 2018 het Brits kampioenschap op de weg, mede door deze titel kon hij in 2018 stage lopen bij Team Dimension Data. Op 10 mei 2019 maakte hij de overstap naar de Franse wielerploeg Arkéa-Samsic. Swift maakte in 2020 zijn debuut in de Ronde van Frankrijk.
In oktober 2023 werd Swift derde bij de wereldkampioenschappen gravel.

## Overwinningen
2018
Beaumont Trophy
 Brits kampioenschap op de weg
2021
Tro Bro Léon
Eindklassement Ronde van Poitou-Charentes in Nouvelle-Aquitaine

## Resultaten in voornaamste wedstrijden
| Jaar | Ronde van Italië | Ronde van Frankrijk | Ronde van Spanje |
| ---- | ---------------- | ------------------- | ---------------- |
| 2018 |                  |                     |                  |
| 2019 |                  |                     |                  |
| 2020 |                  | 106e                |                  |
| 2021 |                  | 89e                 |                  |
| 2022 |                  | 70e                 |                  |
| 2023 |                  |                     |                  |
| 2024 | 83e              |                     |                  |
| 2025 |                  | 109e                |                  |

| Jaar | Milaan-San Remo | Gent-Wevelgem | Ronde van Vlaanderen | Parijs-Roubaix | Amstel Gold Race | Luik-Bast.‑Luik | Ronde van Lombardije | Omloop Het Nieuwsblad | Parijs-Tours |  | WK op de weg |
| ---- | --------------- | ------------- | -------------------- | -------------- | ---------------- | --------------- | -------------------- | --------------------- | ------------ |  | ------------ |
| 2018 |                 |               |                      |                |                  |                 |                      |                       | 67e          |  | opgave       |
| 2019 |                 |               |                      |                |                  |                 |                      |                       | opgave       |  |              |
| 2020 |                 |               |                      |                |                  | 79e             |                      | 62e                   | 86e          |  |              |
| 2021 |                 | 82e           | 73e                  | 28e            | 103e             |                 |                      | 105e                  | 57e          |  | opgave       |
| 2022 | 77e             |               | 62e                  | 31e            | 84e              |                 |                      | 35e                   |              |  | 103e         |
| 2023 |                 | opgave        | 90e                  | 68e            | 67e              | 107e            |                      | 91e                   |              |  | 26e          |
| 2024 |                 | opgave        | 66e                  | 48e            | opgave           |                 | 57e                  | 50e                   |              |  |              |
| 2025 | 132e            | 72e           | 101e                 | opgave         |                  |                 |                      | 120e                  |              |  |              |

## Ploegen
- 2017 –  Madison-Genesis
- 2018 –  Madison-Genesis
- 2018 –  Team Dimension Data (stagiair per 1 augustus)
- 2019 –  Madison-Genesis (tot 9 mei)
- 2019 –  Arkéa-Samsic (vanaf 10 mei)
- 2020 –  Arkéa-Samsic
- 2021 –  Arkéa-Samsic
- 2022 –  Arkéa-Samsic
- 2023 –  INEOS Grenadiers
- 2024 –  INEOS Grenadiers
- 2025 –  INEOS Grenadiers

Barguil · Bonnamour · Bouet · Daniel · Delaplace · Feillu · Gesbert · Greipel · Guernalec · Hardy · Jarrier · Le Roux · Ledanois · Maison · Moinard · Pichon · Riou · Russo · Swift (vanaf 10 mei) · Vachon · Wagner · Welten · Doleatto (stagiair) · Jarnet (stagiair) · Lecamus-Lambert (stagiair)
Anacona · Barguil · Bonnamour · Boudat · Bouet · Bouhanni · Declercq · Delaplace · Gesbert · Grondin · Guernalec · Hardy · Jarrier · Le Roux · Ledanois · Louvel · McLay · Noppe · Owsian · Pichon · D. Quintana · N. Quintana · Riou · Rosa · Russo · Swift · Vachon · Welten · Lecamus-Lambert (stagiair) · Vauquelin (stagiair)
Anacona · Barguil · Barré (vanaf 1/8) · Bouet · Bouhanni · Capiot · Declercq · Delaplace · Edet · Flórez · Gesbert · Grondin · Guernalec · Guglielmi · Hardy · Hofstetter · Ledanois · Louvel · McLay · Noppe · Owsian · Pajur · Pichon · D. Quintana · N. Quintana · Ries · Riou · Russo · Swift · Vauquelin · Verre · Clynhens (stagiair) · Costiou (stagiair) · Thierry (stagiair)